# Johannes Baader
 (août 2025).
Pour les articles homonymes, voir Baader.
 (septembre 2022).
Si vous disposez d'ouvrages ou d'articles de référence ou si vous connaissez des sites web de qualité traitant du thème abordé ici, merci de compléter l'article en donnant les références utiles à sa vérifiabilité et en les liant à la section « Notes et références ».
Johannes Baader, né le 22 juin 1875 à Stuttgart en royaume de Wurtemberg et mort le 15 janvier 1955 dans un asile de vieillards à Adldorf, village d'Eichendorf  en Basse-Bavière (Allemagne), est un architecte et un écrivain dada allemand.

## Biographie
Après des études d'architecture à l'École nationale du bâtiment et de la construction de Stuttgart, doublées d'un apprentissage de la maçonnerie, Johannes Baader devient architecte à l'Union des artistes pour la sculpture tombale monumentale de Dresde (1903).
À la visite de conscription, il est déclaré inapte au service militaire pour cause d'une psychose maniaco-dépressive. 
En 1914, il écrit et publie Quatorze lettres adressées au Christ dans lesquelles il se présente comme sa réincarnation et, à la déclaration de guerre, il adresse une lettre à Guillaume II, lui interdisant de poursuive le conflit, ce qui lui vaut une condamnation de deux ans. Il réalise des dessins utopiques, métaphysiques et messianiques aux dimensions monumentales, qu'il nomme « architecture spirituelle ».
Installé à Berlin, en 1915, il rencontre Raoul Hausmann. En 1917, ils contribuent à la revue Der Dada et mènent des actions spectaculaires comme celle de fonder une « église-refuge » pour protéger les déserteurs. À la fin de 1918, Baader publie le tract A.K.12 dans lequel il établit un parallèle entre les versets de l'Apocalypse et la date de l'armistice qui entérine la défaite de l'Allemagne. Le dimanche 17 novembre, s'autoproclamant Oberdada (Chef dada ou Super dada), il provoque un scandale dans la cathédrale de Berlin en parvenant pendant un office à monter en chaire pour y haranguer la foule en prononçant  un discours dont le plus clair affirme que dada sauvera le monde et  s'achevant par la sentence « Le Christ, vous vous en foutez »,. Arrêté pour blasphème, Johannes Baader écrit au ministre de la Culture pour revendiquer son droit à la liberté d'expression.
En 1919, toujours avec Hausmann (« Sans Baader, Dada n'aurait pas eu lieu à Berlin »), ils fondent l'ARDUA (Antinationaler Rat der Unbezahlten Arbeiter (Comité anti-national des travailleurs non payés)), le Club der Blauen Milchstrasse (Club de la Voie Lactée) et annoncent la naissance (pour le 1er avril) de la république dadaïste Nikolassee (Tristan Tzara n'a cessé de proclamer que tous les Dadas sont présidents). En juin de la même année, après avoir annoncé la mort puis la résurrection d'Oberdada, il participe à la première exposition Dada à Berlin avec son installation monumentale Grandeur et déclin de l'Allemagne (Histoire fantastique de la vie d'Oberdada) : assemblage de photos, journaux et divers objets d'une hauteur de près de 3 mètres, dont il ne reste que quelques photographies.
En réaction au traité de Versailles signé le 28 juin 1919,  Baader publie Buch des Weltfriedens-Handbuch des Oberdada (Livre de la paix mondiale-Guide de l'Oberdada). Lors de l'instauration de la République de Weimar, il jette des tracts Dadaïstes contre Weimar dans l'enceinte de l'Assemblée nationale et se proclame « président du monde et de l'univers » sur sa carte de visite.
Après sa période dada, il pose sa candidature aux cours de Walter Gropius au Bauhaus mais elle n'est pas retenue. En 1920, il quitte Berlin pour Hambourg où il travaille comme journaliste. Dans les années 1930, son goût pour la mythologie le font passer, à tort, pour un adepte de l'idéologie nazie.
Johannes Baader reste un dadaïste méconnu à cause de la destruction d'une grande partie de ses manuscrits et albums de collages[réf. nécessaire]. Au moment de quitter Berlin, il les confie à une amie. En 1939, celle-ci les emporte en Poméranie, mais la maison où elle s'est réfugiée est pillée par l'Armée rouge. Les documents restés à Berlin ont échappé à la destruction de la capitale.

## Quelques œuvres

### Collages (1919-1922)
- Collage A

- Portrait de Raoul Hausmann
- Reklame für mich
- Der Oberdada Baader, 1921[4]
- Dada Milchstrasse
- Je suis Dieu
- Gedankenbuch
- Lettre-collage à Tristan Tzara du 16 janvier 1919
- Double portrait Baader-Hausmann, photographie

### Assemblage monumental (1920)
- Deutschlands Grösse und Untergang (Grandeur et déchéance de l'Allemagne)